# Unidad Habitacional 46
Unidad Habitacional 46 är en ort i Mexiko.   Den ligger i kommunen Tonalá och delstaten Chiapas, i den sydöstra delen av landet, 700 km sydost om huvudstaden Mexico City. Unidad Habitacional 46 ligger 53 meter över havet och antalet invånare är 104.
Terrängen runt Unidad Habitacional 46 är kuperad österut, men västerut är den platt. Runt Unidad Habitacional 46 är det ganska glesbefolkat, med 50 invånare per kvadratkilometer. Närmaste större samhälle är Tonalá, 9,4 km nordväst om Unidad Habitacional 46. Omgivningarna runt Unidad Habitacional 46 är en mosaik av jordbruksmark och naturlig växtlighet.